# Colubraria brinkae
Colubraria brinkae is een slakkensoort uit de familie van de Colubrariidae. De wetenschappelijke naam van de soort is voor het eerst geldig gepubliceerd in 1992 door Parth.